# Stefan Brüdermann

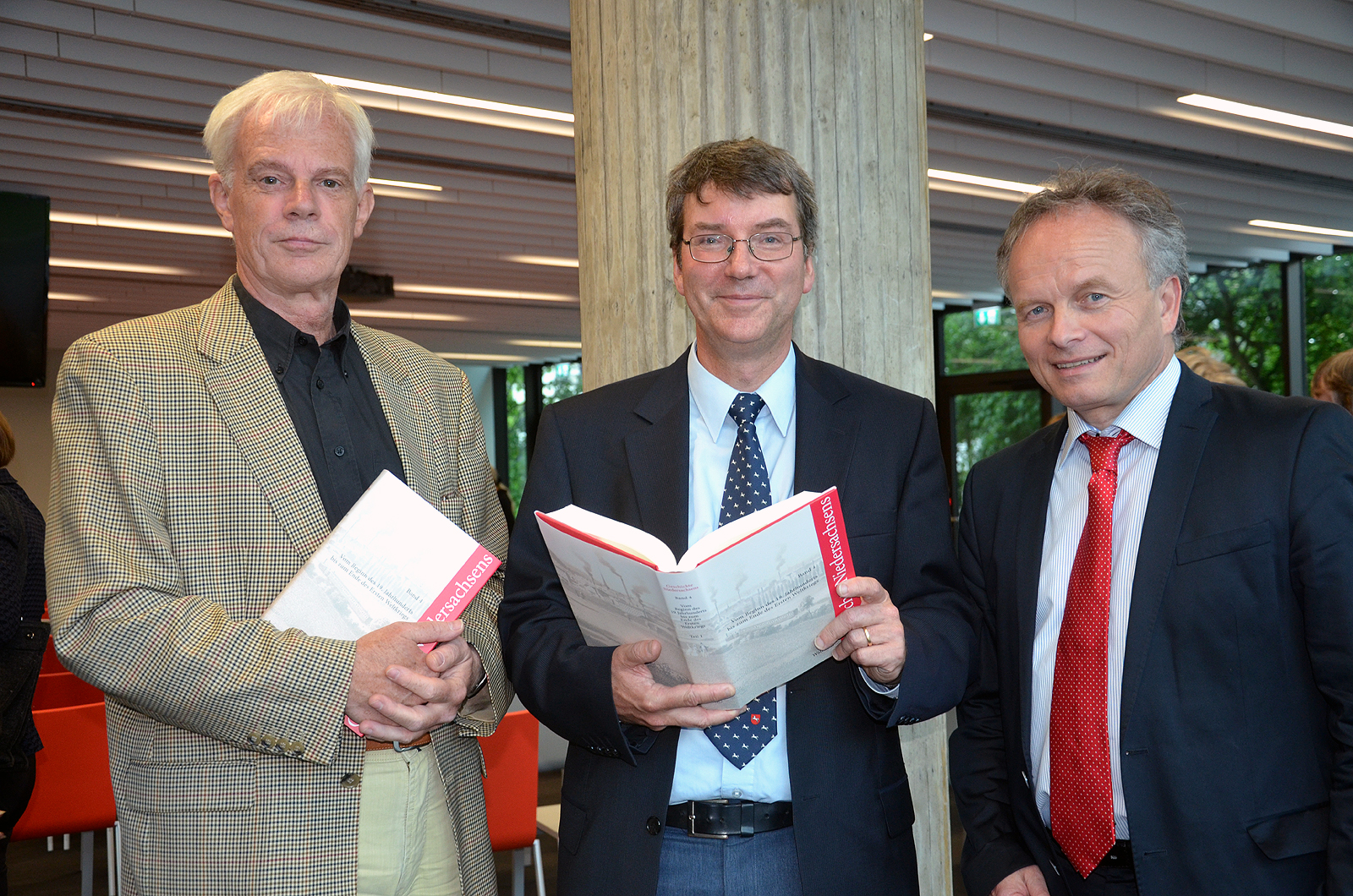
Stefan Brüdermann (Mitte) mit Thomas Vogtherr (links) und Thedel von Wallmoden 2016 in der Gottfried Wilhelm Leibniz Bibliothek – Niedersächsische Landesbibliothek

Stefan Brüdermann (* 7. Oktober 1959 in Osterode am Harz) ist ein deutscher Historiker und Archivar. Seit 2009 leitet er die Abteilung Bückeburg des Niedersächsischen Landesarchivs.

## Leben
Brüdermann studierte an den Universitäten Göttingen und Wien. 1987 wurde er in Göttingen mit einer Arbeit über Göttinger Studenten und akademische Gerichtsbarkeit im 18. Jahrhundert (Erstgutachter: Ernst Schubert) promoviert. 1991 bis 1993 absolvierte er das Archivreferendariat in Osnabrück und Marburg. Vom Niedersächsischen Hauptstaatsarchiv in Hannover wurde er 1999 bis 2003 an das Deutsche Historische Institut in Rom abgeordnet, um das Repertorium Germanicum zu bearbeiten. 2003 kam er an das Staatsarchiv Bückeburg, dessen Leitung er 2009 übernahm.
1995 wurde er in die Historische Kommission für Niedersachsen und Bremen berufen. 1997 bis 1999 war er Geschäftsführer der Kommission. Er ist Vorsitzender der Historischen Arbeitsgemeinschaft für Schaumburg, Herausgeber der Lichtenberg-Studien (mit Ulrich Joost), der Schaumburger Studien und Schriftleiter der Schaumburg-lippischen Mitteilungen (seit 2017: Schaumburgische Mitteilungen). Seine wissenschaftlichen Interessen gelten der niedersächsischen Landesgeschichte, der Bildungs- und Kulturgeschichte.

## Schriften (Auswahl)
Monographien
- Göttinger Studenten und akademische Gerichtsbarkeit im 18. Jahrhundert. Göttingen 1990.
- Der Göttinger Studentenauszug 1790. Handwerkerehre und akademische Freiheit. Göttingen 1991.
- Chorographia der hildesheimischen Stiftsfehde von Johannes Krabbe. Hannover 1997.

Herausgeberschaften/Editionen
- mit Karin Brockmann, Walter Euhus und Thomas Schwark: Hannover fährt Rad. Braunschweig 1999.
- Schaumburg im Mittelalter. 2. Aufl. Bielefeld 2014 (= Schaumburger Studien, Band 70).
- Geschichte Niedersachsens. Vierter Band: Vom Beginn des 19. Jahrhunderts bis zum Ende des Ersten Weltkriegs, Teil 1–2. Göttingen 2016 (= Veröffentlichungen der Historischen Kommission für Niedersachsen und Bremen, Band 283).
- 1615. Recht und Ordnung in Schaumburg, Bielefeld 2018 (= Schaumburger Studien, Band 74).
- Entscheidungsjahre in Schaumburg. Vom Dreißigjährigen Krieg bis zum Novemberpogrom, Göttingen 2020 (= Kulturlandschaft Schaumburg, Band 25).
- mit Sebastian Schmideler: Bilderbücher – Reimgeschichten. Leben, Werk und Wirkung des Bückeburger Kinderlyrikers Adolf Holst, Göttingen 2021 (= Veröffentlichungen des Niedersächsischen Landesarchivs, Band 5).
- mit Lu Seegers und Frank Werner: Geschichte Schaumburgs in 30 Objekten, Göttingen 2021. (= Kulturlandschaft Schaumburg, Band 26).
- mit Lothar van Laak: Johann Gottfried Herder. Die Formation seines Werkes in Bückeburg 1771–1776, Göttingen 2024. (= Schaumburger Studien, Band 80).